# 乌燕鸥
乌燕鸥（学名：Onychoprion fuscatus）又名烏燕鷗，为鸥科棕背燕鷗屬的鸟类。它主要生活在熱帶海洋中，只有在繁殖季節才會返回赤道地區的島嶼。该物种的模式产地在多米尼加。

## 分類

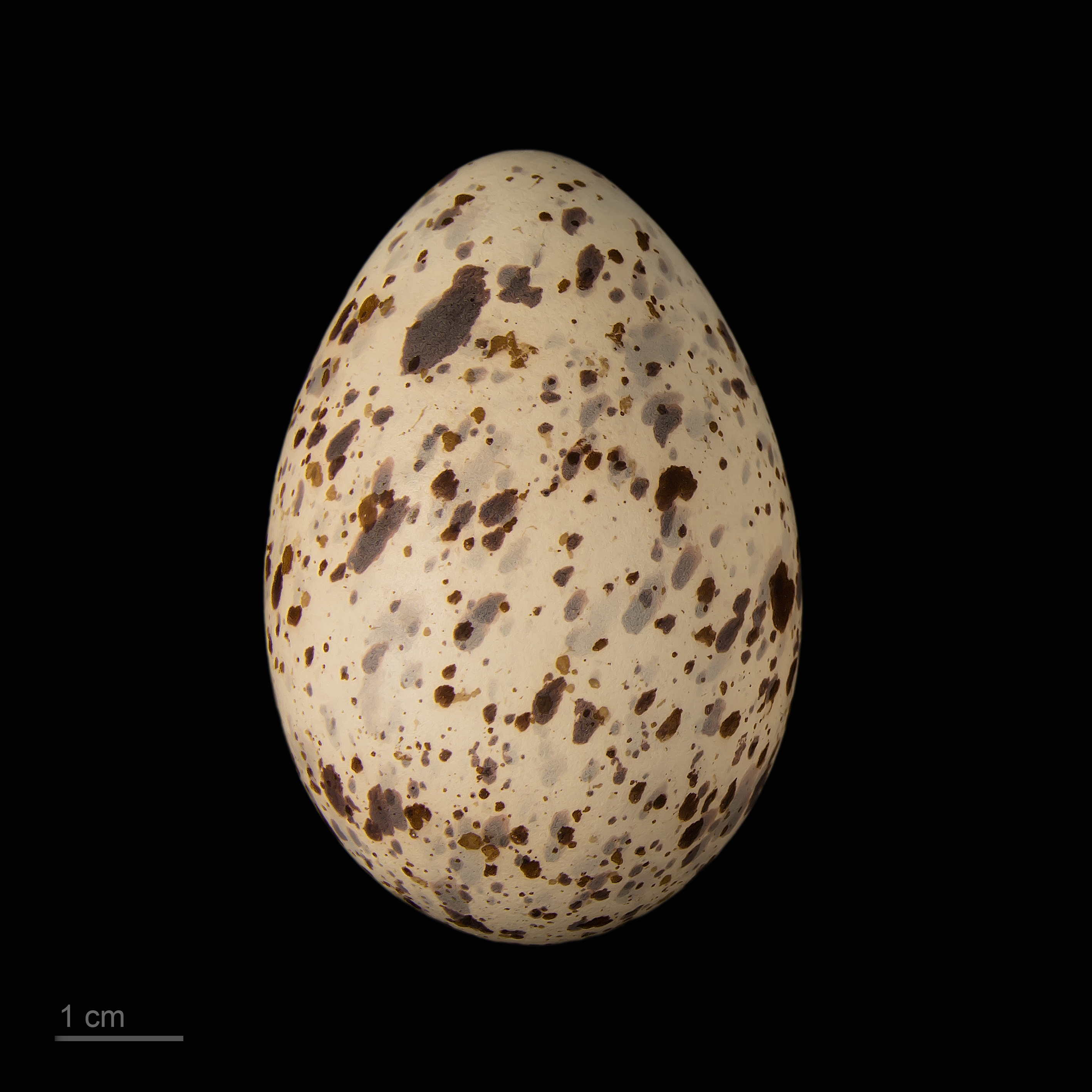
卵 Onychoprion fuscatus

烏領燕鷗最初由卡爾·林奈在1766年描述為Sterna fuscata，多年來一直使用這個名稱，直到Sterna屬被拆分。現在它被稱為Onychoprion fuscatus。 屬名來源於古希臘語的，意為“爪”或“指甲”，和，意為“鋸齒”。種名fuscatus來自拉丁語，意為“黑暗的”。
在口語中，烏領燕鷗又被稱為wideawake tern或僅為wideawake，這是指它們繁殖地發出持續不斷的叫聲，正如它們的夏威夷語名稱ʻewa ʻewa，大致意思是“嘈雜聲”。 在大多數玻里尼西亞地區，它的名字是manutara或類似的名稱–字面意思為“燕鷗鳥”，但用英語翻譯為“燕鷗”或“普通燕鷗”可能更合適。這是因為無論玻里尼西亞航海家在長途航行中到達何地，他們通常都會發現數量驚人的這些鳥類。它在馬克薩斯群島也被稱為kaveka，那裡使用其蛋製作的菜餚是一種美味佳餚。
烏領燕鷗幾乎沒有種間變異，但至少可分為兩個地理隔離的亞種。一些近期作者將印度-太平洋種群進一步細分為多達八個亞種，但大部分變異實際上是地域漸變。東太平洋鳥類（包括著名的復活節島上的manutara）的親緣關係是最具爭議的。
- Onychoprion fuscatus fuscatus （Linnaeus, 1766） – 大西洋烏領燕鷗
腹部為白色。繁殖於大西洋和加勒比海。

- 乌燕鸥华东亚种 Onychoprion fuscatus nubilosus （Sparrman, 1788） – 印度太平洋烏領燕鷗[8]
新羽腹部為淺灰色，舊羽腹部為淺灰色。繁殖範圍從紅海跨過印度洋至至少中太平洋。在中国大陆，分布于东南沿海等地。该物种的模式产地在印度。[9]

一些作者將此分類單元限制為印度洋種群，並為從印度尼西亞至美洲的鳥類使用以下亞種：
  - Onychoprion fuscatus infuscatus – 巽他烏領燕鷗 （Lichtenstein, 1823） – 巽他群島及其附近
  - Onychoprion fuscatus oahuensis – 中太平洋烏領燕鷗 （Bloxam, 1826） – 小笠原群島經密克羅尼西亞至南部玻里尼西亞
  - Onychoprion fuscatus serrata – 美拉尼西亞烏領燕鷗 （Wagler, 1830） – 澳大利亞、新幾內亞、新喀里多尼亞
  - Onychoprion fuscatus luctuosa – 胡安·費爾南德斯烏領燕鷗 （Philippi & Landbeck, 1866） – 胡安·費爾南德斯群島
  - Onychoprion fuscatus crissalis – 東太平洋烏領燕鷗 Lawrence, 1872. [10] – 東太平洋從瓜達盧佩島到加拉帕戈斯群島
  - Onychoprion fuscatus kermadeci – 克馬德克烏領燕鷗 Mathews, 1916. [11] – 克馬德克群島
  - Onychoprion fuscatus somaliensis – 索馬里烏領燕鷗 – 梅德島（亞丁灣）

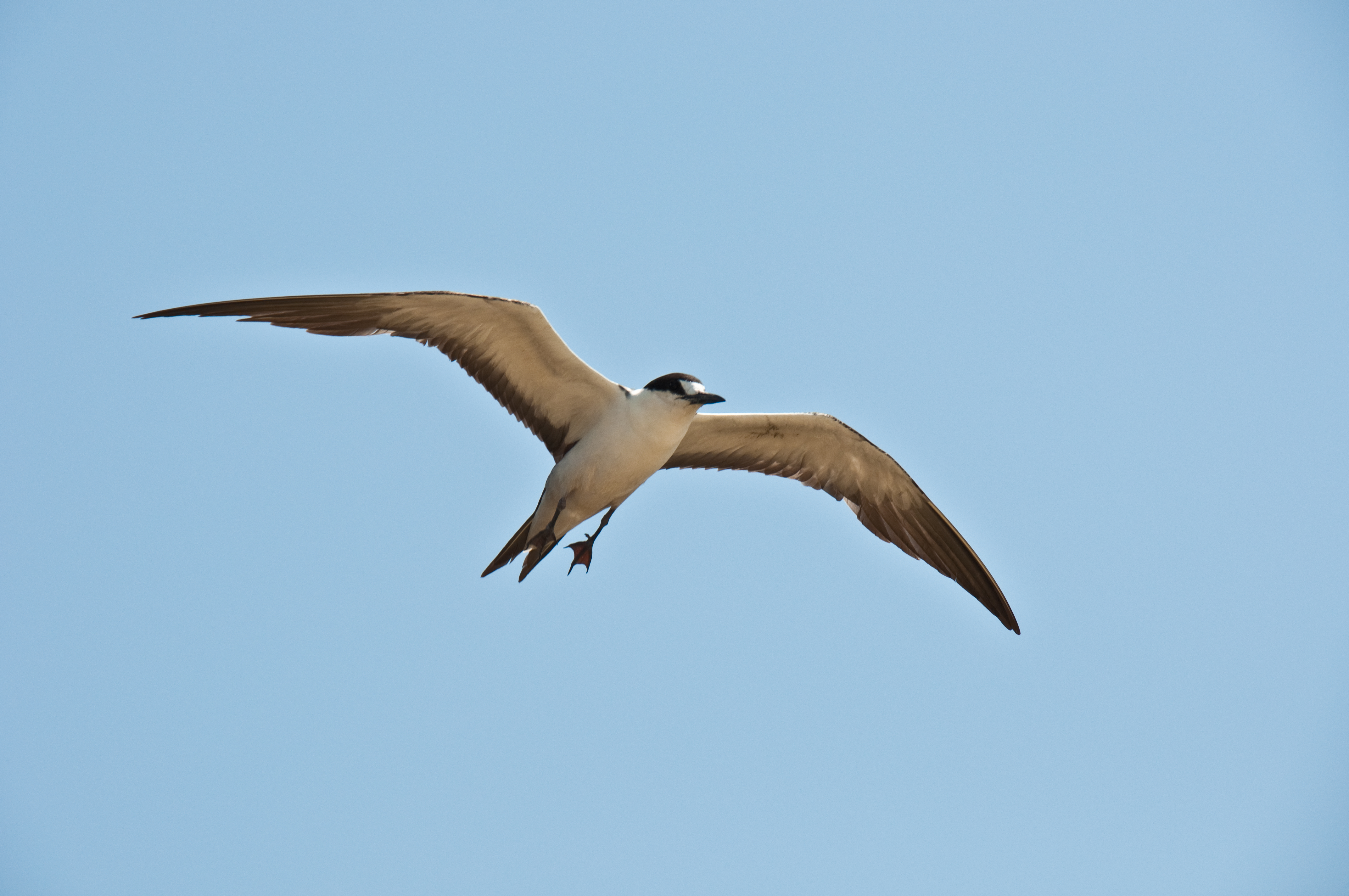
O. f. nubilosus, 印度洋的羅德里格斯島
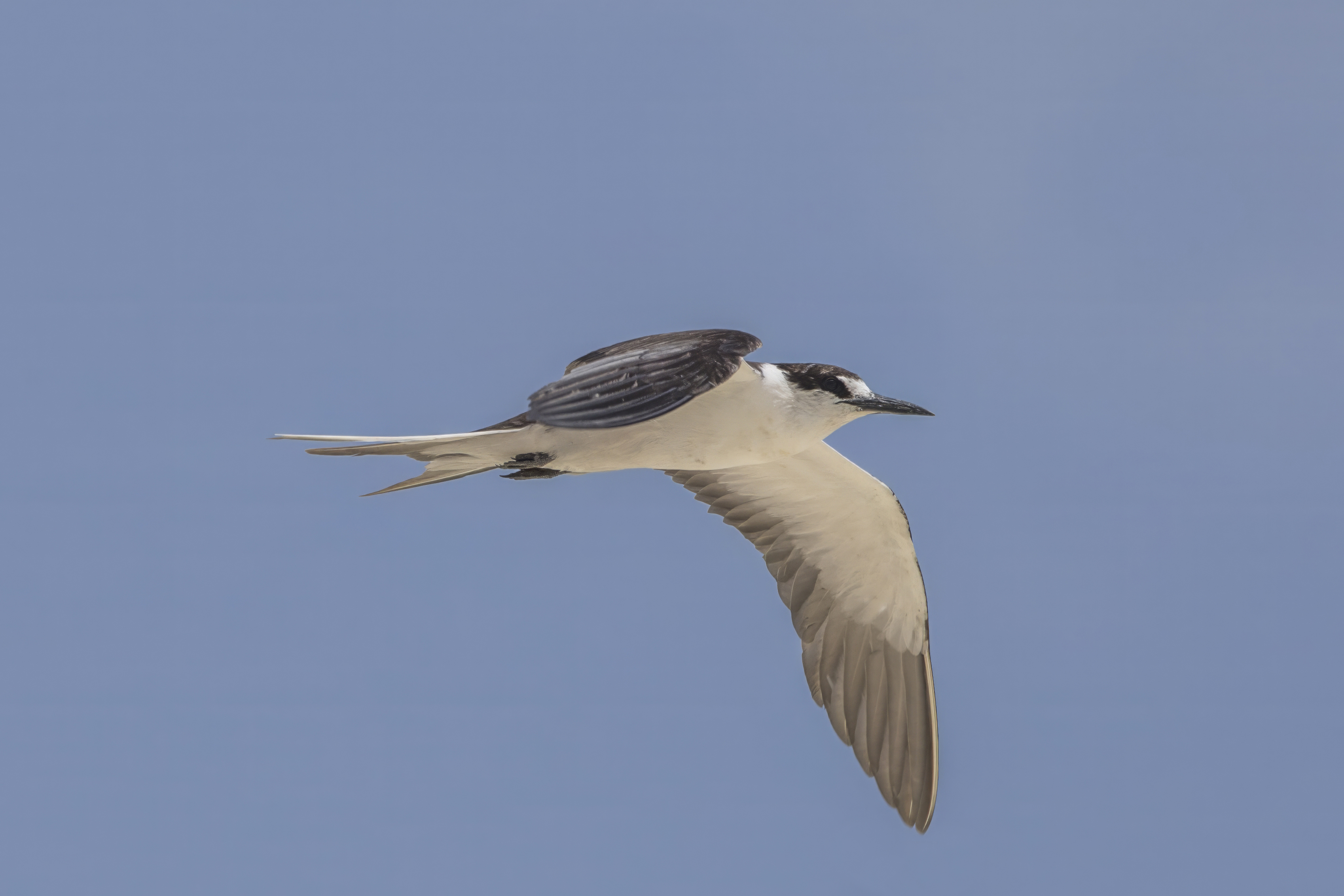
O. f. serrata, 米迦勒島, 昆士蘭

## 描述

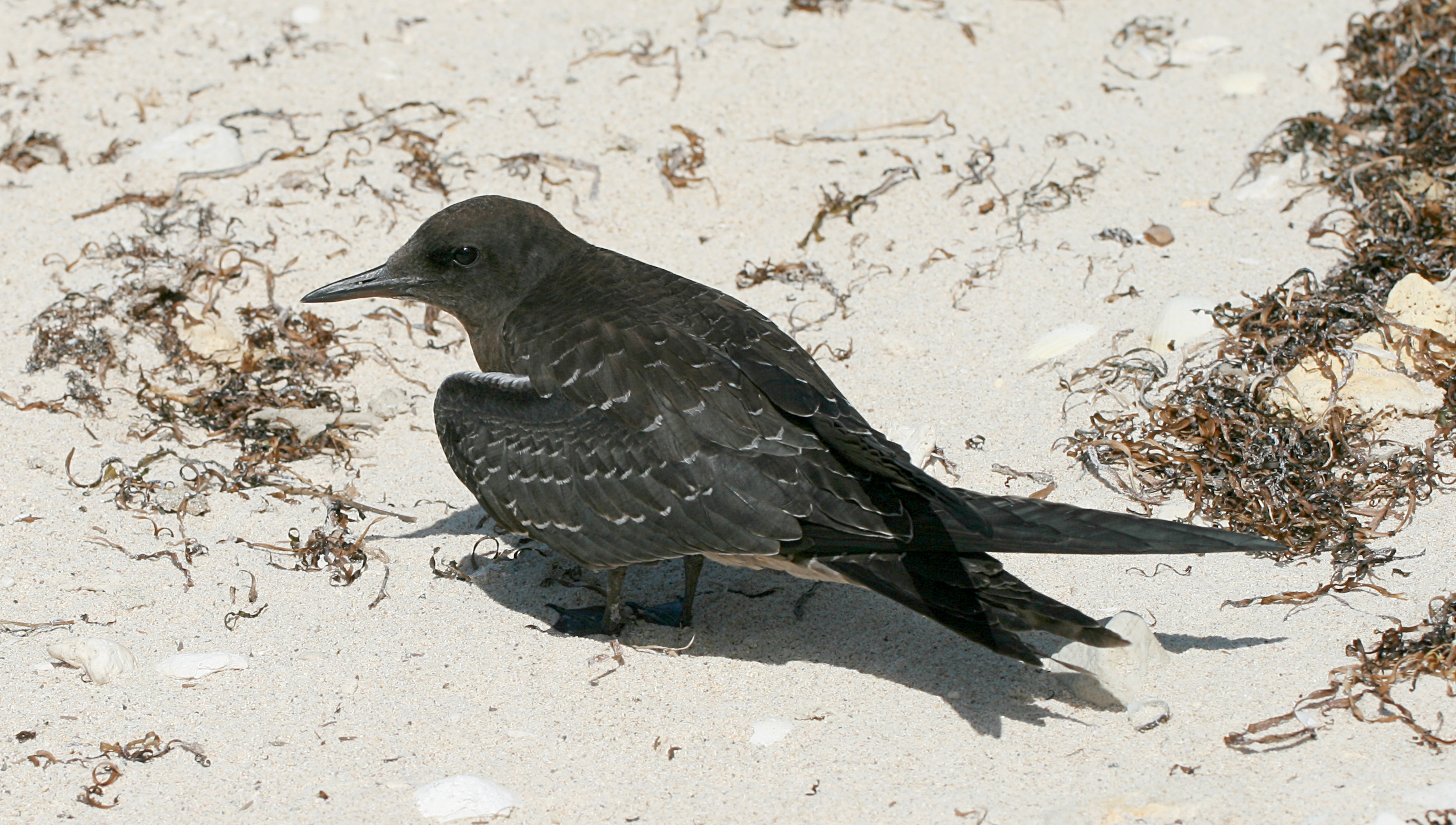
豪勳爵島上的亞成鳥

這是一種體型較大的燕鷗，大小與白嘴端鳳頭燕鷗（Thalasseus sandvicensis）相似，長度約為33—36 cm（13—14英寸），翼展約為82—94 cm（32.5—37英寸）。翅膀和深叉狀的尾巴較長，上半部分呈黑色，腹部為白色，腿和喙為黑色。平均壽命為32年。 幼鳥的上、下半部分為灰色的鱗狀羽毛。烏領燕鷗不太可能與其他燕鷗混淆，除了相似的深色背部但體型較小的白眉燕鷗（O. anaethetus）。與該種相比，烏領燕鷗的背部更深，額頭的白色部分更寬，並且沒有淡色的頸環。
其叫聲是一種刺耳的 ker-wack-a-wack 或 kvaark。

## 生態

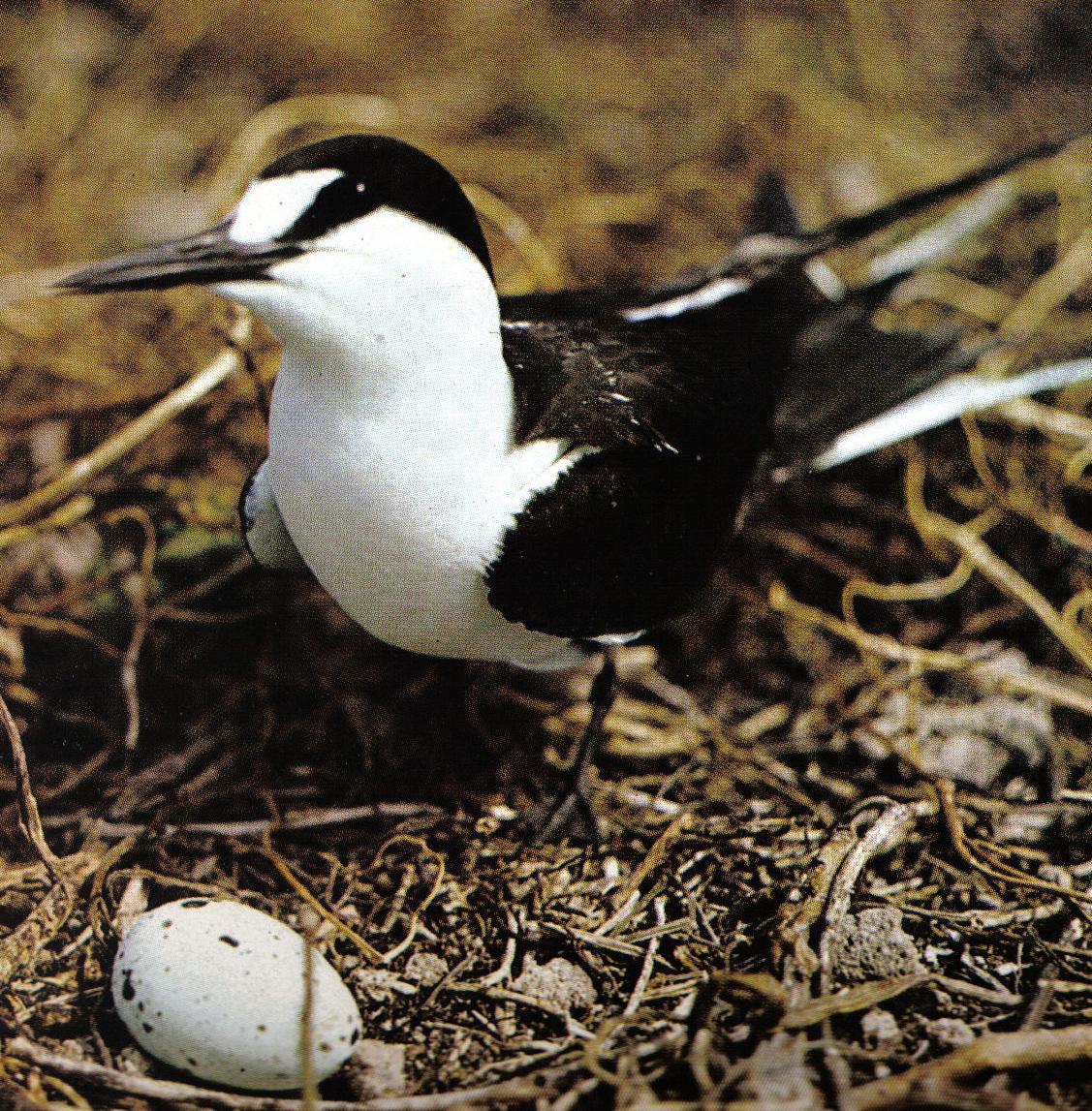
O. f. nubilosus成鳥與蛋在「巢」中，塞席爾

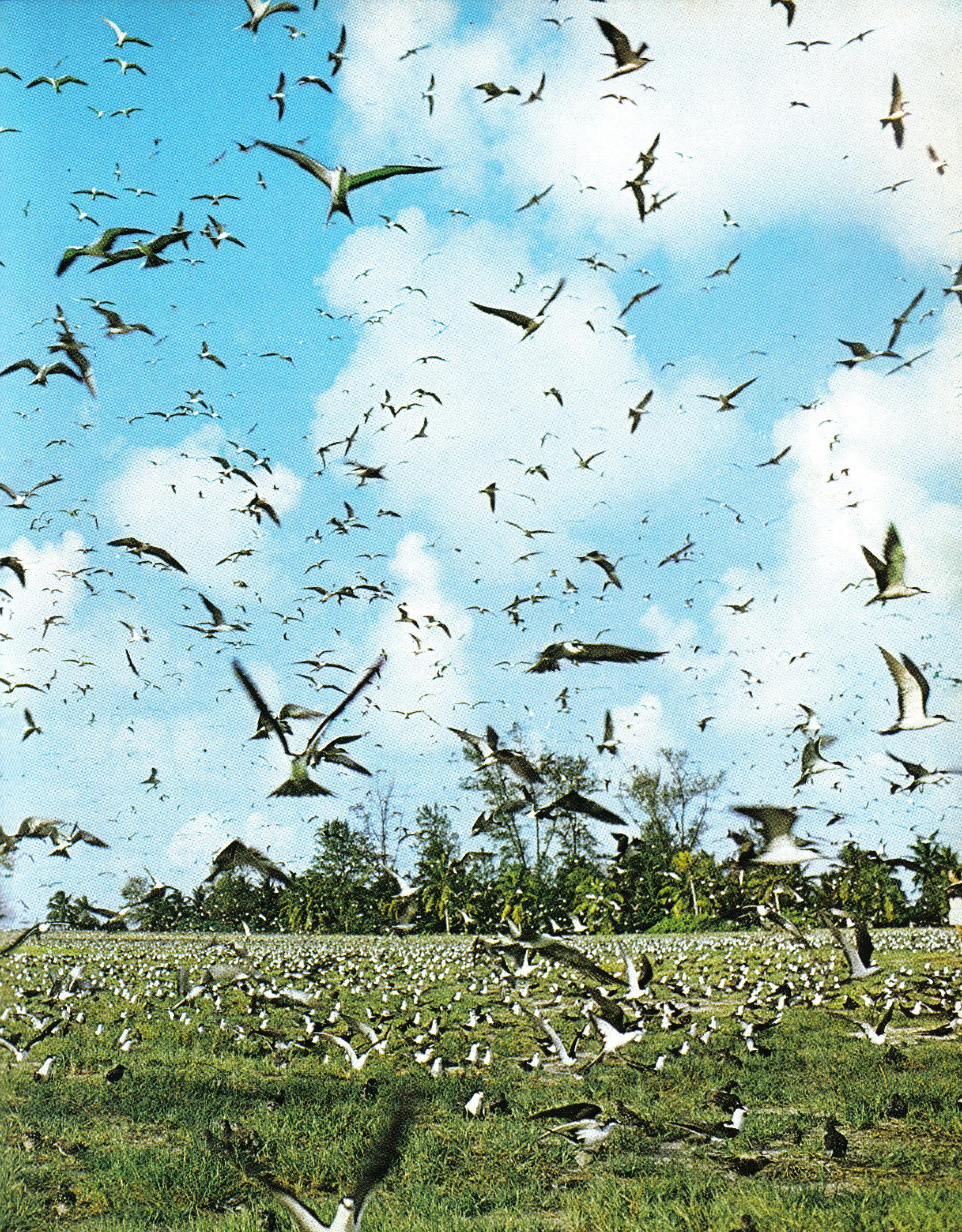
O. f. nubilosus在塞席爾鳥島，高峰期棲息著超過一百萬隻烏領燕鷗

烏領燕鷗在岩石或珊瑚島嶼上的群落中繁殖。 它在地上的窩穴或洞中築巢，每次產下一顆蛋，通常在下午。 雖然有報導出現了「兩蛋巢」，但這很可能是因為一個巢中的蛋滾進了另一個巢中。 烏領燕鷗在海洋環境中成群從水面捕食魚類，通常在大型群體中活動，除了繁殖之外很少登陸，並能在海上持續停留3至10年。 由於羽毛中缺乏油脂，它無法漂浮，只能整段時間在空中飛行。
這種鳥類是候鳥和擴散性鳥類，在熱帶海洋中有更廣泛的越冬範圍。與大多數燕鷗相比，它具有非常海洋性的習性；烏領燕鷗通常只有在嚴重的風暴後才會出現在內陸。例如，菲爾德博物館收藏的一隻雄性標本是在1933年8月2日被發現的，當時這隻鳥因惡劣天氣襲擊幾內亞灣而筋疲力盡，位於布埃亞上方的喀麥隆山山坡上，海拔約17,052英尺。 雖然在西歐很罕見，但2005年7月有一隻鳥在威爾士的塞姆林灣停留了11天。
由於其遠洋性習性，它通常不會出現在美洲的太平洋沿岸。在下加利福尼亞州，那裡有幾個離岸的繁殖地，可以更頻繁地看到它們，而在例如薩爾瓦多的海岸上，至今僅記錄到兩隻個體——一隻在1972年回收的繫放，以及2001年10月10日於奧爾梅加湖（可能是湖邊的村莊或小型聚落）拍攝的一隻鳥，這隻鳥很可能是被風暴吹過來的。 颶風也會摧毀小型繁殖群落，例如在哥倫比亞聖安德烈斯群島附近的礁石上的烏領燕鷗繁殖地。
作為一種極為常見的鳥類，烏領燕鷗不被國際自然保護聯盟（IUCN）視為受威脅物種。

## 在復活節島文化中的角色
在復活節島，這個物種和白眉燕鷗（O. lunatus）統稱為manutara。manutara在tangata manu（“鳥人”）儀式中扮演了重要角色：無論哪個hopu（冠軍）能夠從Motu Nui小島取得第一顆manutara蛋，將成為當年的tangata manu；他的氏族將獲得資源，特別是海鳥蛋的首要採集權。

## 圖庫

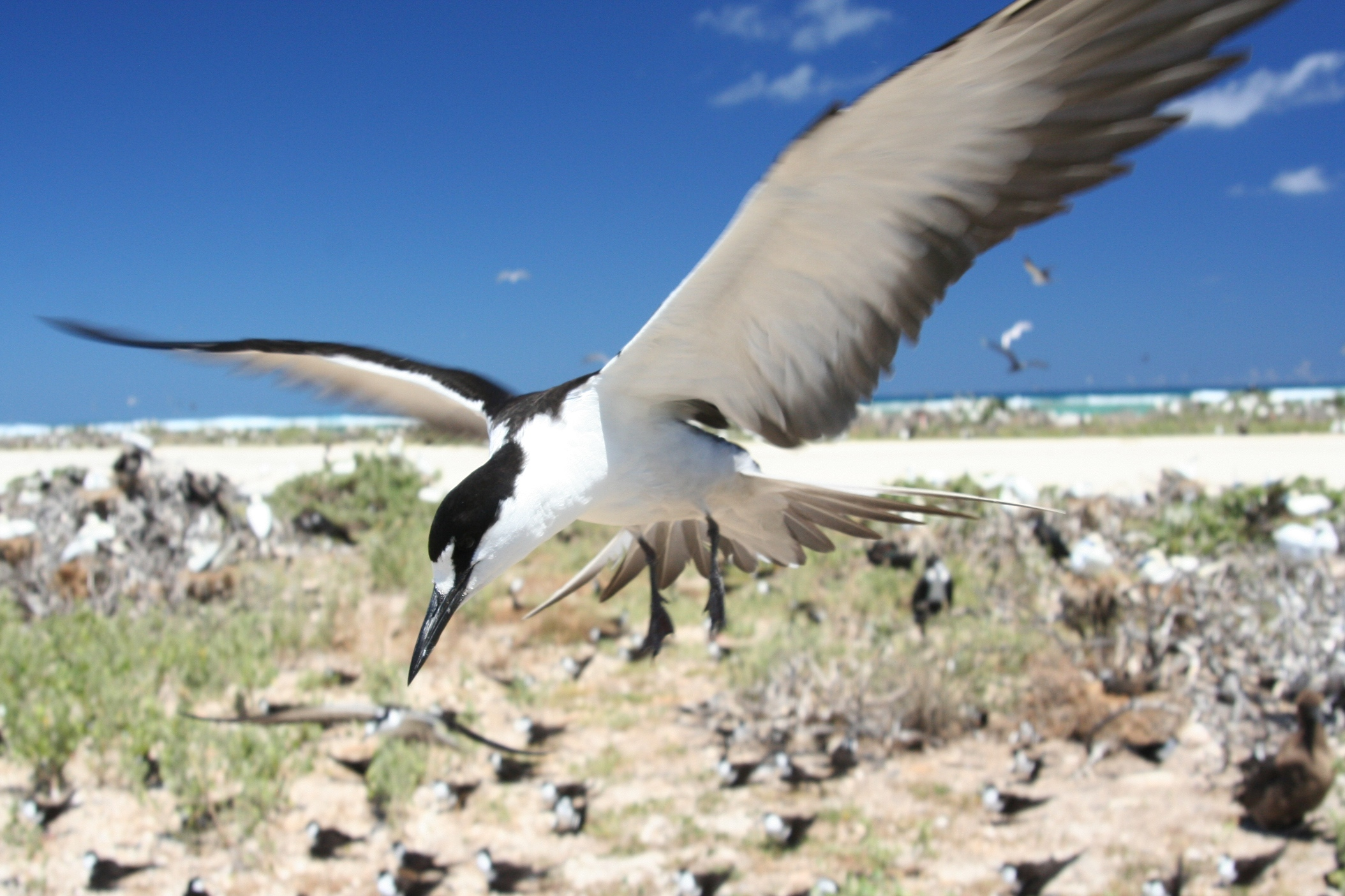
烏領燕鷗在燕鷗島上的群居地 (法艦環礁)
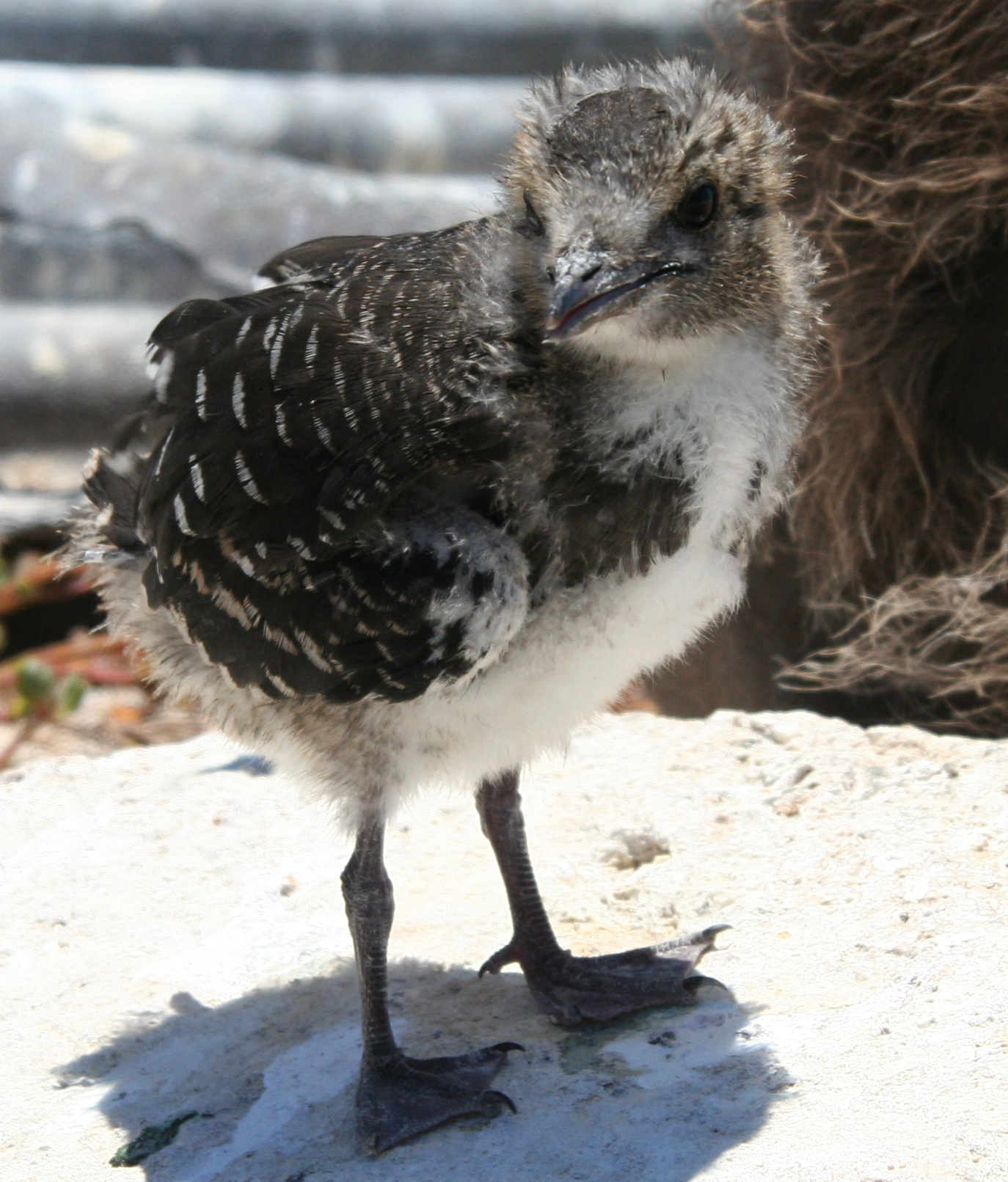
雛鳥在燕鷗島上 (法艦環礁)
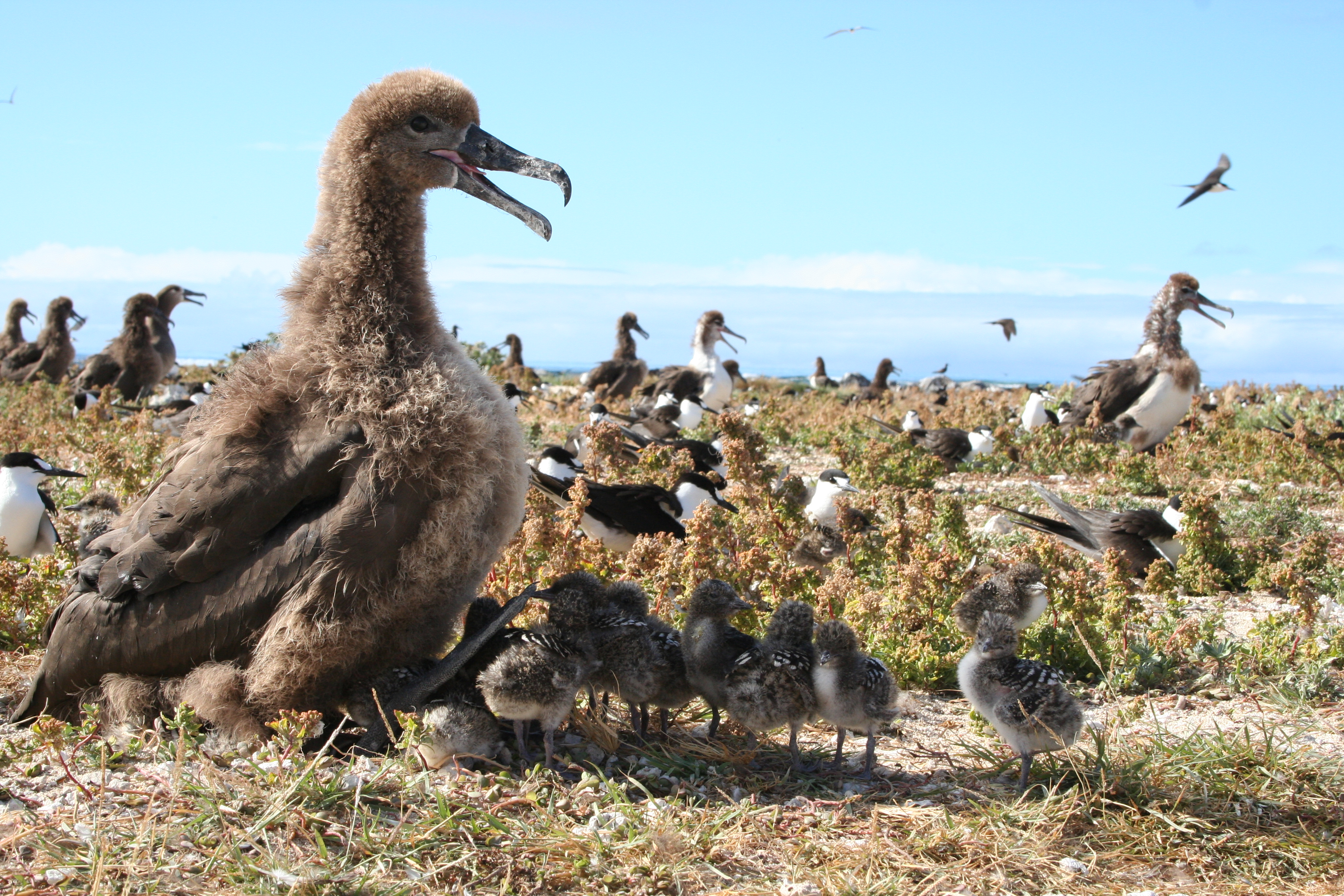
烏領燕鷗雛鳥在黑腳信天翁幼鳥的陰影下尋找陰涼處
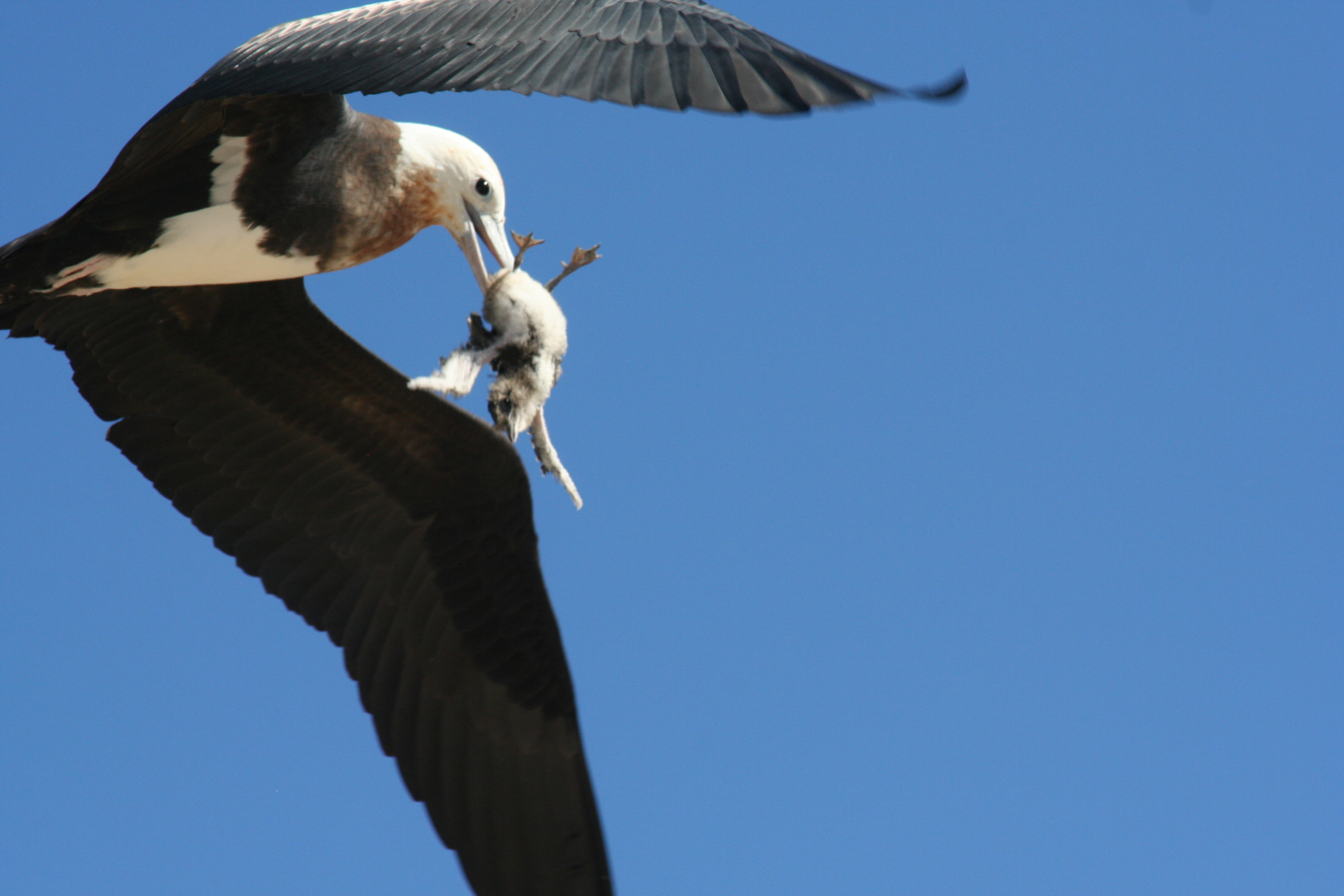
一隻雛鳥被掠食者黑腹軍艦鳥抓走
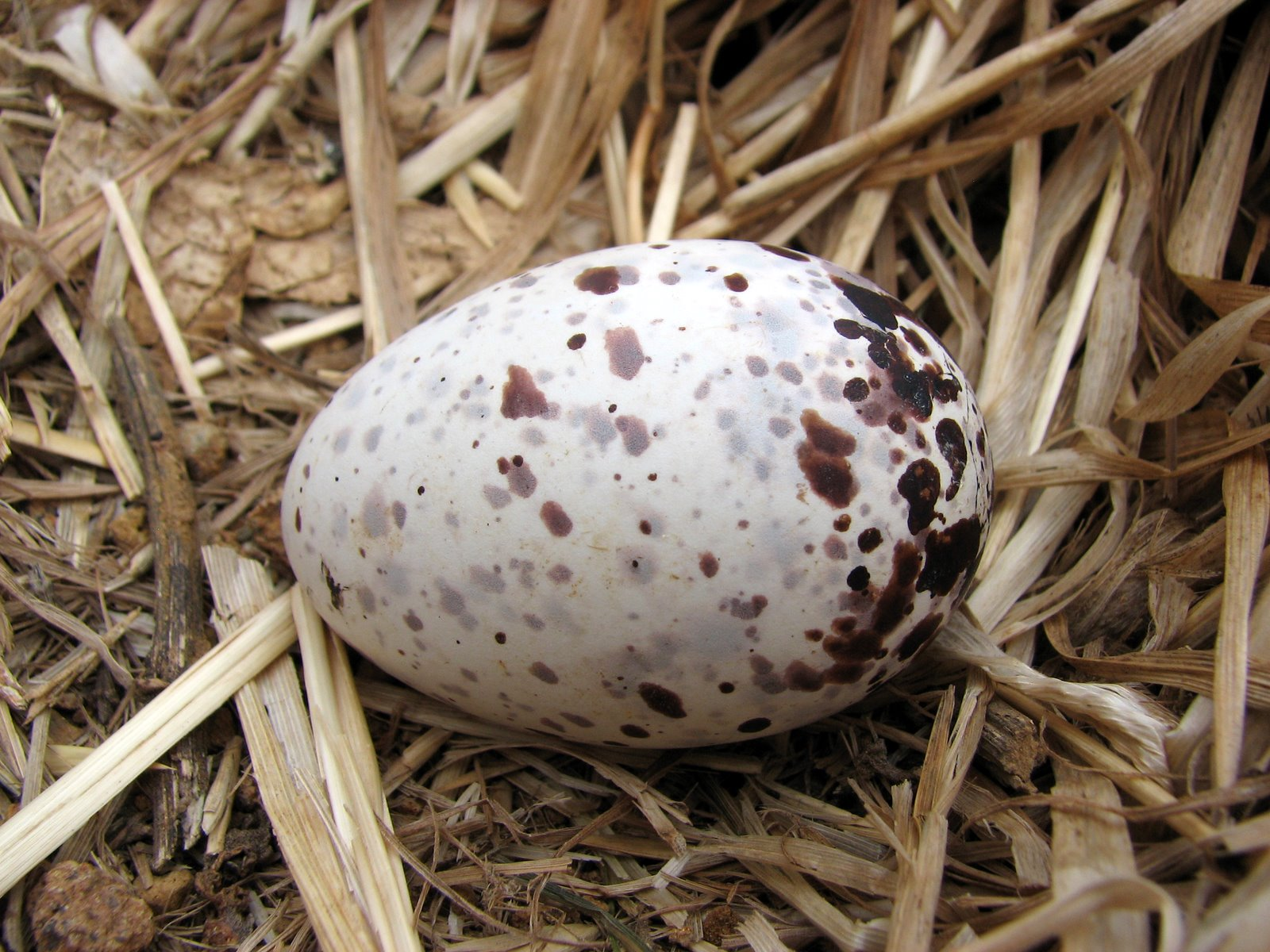
蛋